# I Am a Lonesome Hobo
I Am a Lonesome Hobo – piosenka skomponowana przez Boba Dylana, nagrana przez niego w listopadzie 1967 i wydana na albumie John Wesley Harding.

## Historia i charakter utworu
Kolejny utwór Dylana na albumie poruszający problem zaufania. Piosenka jest prostym moralitetem o człowieku, który utracił cały swój majątek, gdy stracił wiarę w swojego brata.
Na tle ówczesnej sytuacji Dylana, utwór ten na głębszym poziomie wyraża problem alienacji, bez wątpienia odnoszący się i do artysty. Ta piosenka ma istotny związek z kompozycją „Drifter’s Escape”. Problem alienacji najmocniej wyraża końcowa część utworu składająca się z mocno moralizatorskich wersów.
Bohater (czy właściwie antybohater) piosenki przekroczył już kafkowską sytuację w poprzednich piosenek z tego albumu. Tak jak i bohater „Drifter’s Escape”, jest już wyrzutkiem, znajduje się poza społeczeństwem (m.in. za występowanie przeciw swojemu bratu), spędził wiele lat w więzieniu. Końcowe odczucie jest raczej negatywne. Na tej drodze odkupienie raczej go nie czeka.
Utwór wykonany jest znów minimalistycznie. Duet wytrawnych muzyków związanych z grupą Area Code 615 akompaniuje Dylanowi bardzo dyskretnie. Jest to jeden z najlepiej zaśpiewanych przez Dylana utworów na albumie z partią na harmonijce ustnej.
Dylan nigdy nie wykonał tej piosenki na koncercie.

## Personel
- Bob Dylan – gitara, harmonijka, wokal, pianino
- Charlie McCoy – gitara basowa
- Kenneth Buttrey – perkusja

## Wersje innych artystów
- 1990: Triffids – Treeless Pain (1983); Stockholm Live
- 1998: Steve Gibbons – The Dylan Project
- 2001: Julie Driscoll – Jools & Brian